# Dermophil Indien
 (octobre 2020).
Dermophil Indien désigne une ligne de produits cosmétiques contre les gerçures et crevasses des lèvres, des mains et des ongles.

## Historique
Durant la Première Guerre mondiale, un pharmacien parisien, Joseph Uzac, met au point une pommade pour protéger la peau des soldats des engelures et des gerçures.
En 1919, la guerre finie, Joseph Uzac nomme sa pommade Dermophil Indien, des mots grecs dermophil, « qui aime la peau », et indien, car le baume du Pérou, anciennement appelé baume des Indes, entre dans la composition de la pommade.
En 1921, un bâtonnet (stick) pour les mains est créé.
En 1938, Joseph Uzac s'associe avec André Hamonic, pharmacien à La Ferté-Macé (Orne) pour créer le Laboratoire du Dermophil Indien et développer une production industrielle. Cette entreprise est située sur le territoire de la commune de Magny-le-Désert.
En 1950, un bâtonnet pour les lèvres est créé.
En 2016, en butte à des difficultés économiques, Dermophil Indien fusionne avec les entités Hépatour, Melisana Sarl, 7Med et Gandhour pour former le groupe pharmaceutique Melisana Pharma.
En avril 2021, Mélisana Pharma annonce que le site de fabrication de Magny-le-Désert sera racheté par le groupe Pharma & Beauty courant mai. Le PDG du groupe, Laurent Dodet, assure que ce rachat permettra au moins une soixantaine d'embauches, ainsi que trois nouvelles lignes de production,.

## Distribution
Initialement vendus en pharmacie, les produits de marque Dermophil Indien sont distribués depuis 1992 en grandes surfaces.